# Saint-Pancrace (Dordogne)
Saint-Pancrace – miejscowość i gmina we Francji, w regionie Nowa Akwitania, w departamencie Dordogne.
Według danych na rok 1990 gminę zamieszkiwało 129 osób, a gęstość zaludnienia wynosiła 19 osób/km² (wśród 2290 gmin Akwitanii Saint-Pancrace plasuje się na 1047. miejscu pod względem liczby ludności, natomiast pod względem powierzchni na miejscu 1297.).